# 福田善三郎

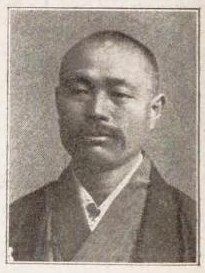
福田善三郎

福田 善三郎（ふくだ ぜんざぶろう、1866年1月1日（慶応元年11月16日） - 1924年（大正13年）10月26日）は、日本の政治家。衆議院議員（1期）。

## 経歴
岩手県出身。1890年、明治法律学校卒。農業と養蚕業を営む。紫波郡長岡村（現・紫波町）会議員、岩手県会議員となる。また、長岡村農会長、岩手県農会議員、大成信用組合長を務めた。
1908年の第10回衆議院議員総選挙において岩手県郡部から憲政本党公認で立候補したが次点で落選した。1912年の第11回衆議院議員総選挙では立憲国民党公認で立候補してトップ当選した。衆議院議員を1期務め、1915年の第12回衆議院議員総選挙では立憲同志会公認で立候補したが落選した。1924年に死去した。